# Robert Lucy
Robert Lucy (Suiza, 20 de febrero de 1923) fue un gimnasta artístico suizo, subcampeón olímpico en Londres 1948 en el concurso por equipos.

## Carrera deportiva
Sus mayores triunfos son haber conseguido la plata en el concurso por equipos en las Olimpiadas de Londres 1948, tras los finlandeses y por delante de los húngaros, siendo sus compañeros de equipo: Karl Frei, Walter Lehmann, Christian Kipfer, Michael Reusch, Josef Stalder, Emil Studer y Melchior Thalmann.